# 舟橋元
舟橋 元（ふなばし げん、1931年2月3日 - 1974年9月17日）は、日本の俳優。本名：舟橋 澄。新東宝映画での活躍をはじめ、テレビ時代劇『新選組血風録』『燃えよ剣』の近藤勇役としても知られる。

## 来歴・人物
北海道帯広市生まれ。1948年、法政大学予科在学中に、東横映画（東映の前身）の第1回ニューフェイスに合格、大学を中退して入社し、『月光城の盗賊』でデビューした。退社後は文化放送のラジオドラマなどでキャリアを積む。
劇団ひばり座を経て1950年に、東映東京撮影所の大泉演劇協団に入り、『日本戦歿学生の手記 きけ、わだつみの声』に出演する。1952年、佐分利信に見出され、佐分利監督による『人生劇場』において青成瓢吉役を演じて注目された。177cm、72kgの体躯とは対照的な童顔で、愛嬌と朴訥さを感じさせる雰囲気を持ち味に売り出していった。
1953年、『むぎめし学園』出演後にフリーになった後、新東宝と専属契約。阿部豊監督の『戦艦大和』や、『若人のうたごえ』シリーズ等、数本の主演作を残す。
綜芸プロに移籍後、テレビに活躍の場を移す。開局まもないKRテレビ（現・TBSテレビ）の『ばらの伯爵』に出演したことを機に『喧嘩太郎』『黒い訪問者』など数多くのテレビドラマに出演する。
1965年には、NET（現・テレビ朝日）の『新選組血風録』で新選組局長・近藤勇役を演じる。土方歳三役の栗塚旭や沖田総司役の島田順司と共に人気を獲得し、その後もテレビ時代劇に欠かせない存在となった。
『われら九人の戦鬼』では野心家ながらもコミカルな忍者、「七位の大乗（なないのだいじょう）」に扮し、シリーズの後半で危機に瀕した多聞夜八郎（演：栗塚旭）らの血路を開くために自爆する、という印象的な役どころを演じている。
私生活では、無類の酒好きが災いして糖尿病を患い、療養生活を送るようになる。1970年、NETの『燃えよ剣』で再び栗塚、島田らと共に近藤勇役に配役されたが、『血風録』で見せたかつての精悍さは消え、体力も衰えていた。
最後の出演作となったNHKの少年ドラマシリーズ『コロッケ町のぼく』では主人公の父親を演じた。夫人の談話によれば、ほとんど視力を失い台本を顔にくっつけるようにして読んでいる姿を見て「もうやめて」と説得して降板させたという。結局、同じ新東宝出身の中山昭二と途中で交代した。その後、療養生活を送ることとなった。
晩年は眼底出血のために失明、聴力も衰えるなど凄絶な闘病生活だった。
失明後には点字を学ぶなど、苦しい中でも前向きな姿勢も見せていたという。沼田曜一、江見俊太郎、宇津井健、三ツ矢歌子、石井ふく子ら新東宝時代の仲間たちが舟橋の失明を知り、窮状を救うために奔走していたが、1974年9月17日、膵臓ガンのため死去。43歳没。

## 出演作品

### 映画
- 日本戦歿学生の手記　きけ、わだつみの声（1950年、東映）：※演者名 船橋澄
- 人生劇場 第一部「青春愛欲編」（1952年、東映） - 瓢吉
- 人生劇場 第二部「残侠風雲編」（1953年、東映） - 瓢吉
- 蛇と鳩（1953年、東映） - 浅香忍
- むぎめし学園（1953年、東映） - 新見正治
- 戦艦大和（1953年、新東宝） - 吉村少尉
- 明日はどっちだ（1953年、新東宝） - 久保田潔
- 健児の塔（1953年、東映） -斬込隊の少尉
- 霧の第三桟橋（1953年、新東宝） -浜崎俊
- 早稲田大学（1953年、東映） -波島圭吉
- 君ゆえに（1954年、新東宝） - 石光明
- 巌ちゃん先生行状記 処女合戦（1954年、新東宝） - 岩田巌平
- 嵐の青春（1954年、新東宝） - 千葉孝之
- 女の暦（1954年、新東宝） - 石田恭平
- 関八州勢揃い（1954年、新東宝） - 国定忠次
- 日本敗れず（1954年、新東宝） - 稲垣中佐
- 悪魔の囁き（1955年、新東宝） - 中塚刑事
- 下郎の首（1955年、新東宝） - 千石
- 三等社員と女秘書（1955年、新東宝） - 成田頑
- 王将一代（1955年、新東宝） - 毛利
- やがて青空（1955年、新東宝） - 藤村俊太郎
- 息子一人に嫁八人（1955年、新東宝） - 中村大介
- 若人のうたごえ（1955年、新東宝） - 春山和夫
- 北海の叛乱（1956年、新東宝） - 大山
- 君ひとすじに（1956年、新東宝） - 内村雄介
- 背広さんスカートさん（1956年、新東宝） - 北海道太郎
- ノイローゼ兄さんガッチリ娘（1956年、新東宝） - 後藤又兵衛
- 続・君ひとすじに（1956年、新東宝） - 内村雄介
- 女大学野球狂時代（1956年、新東宝） - 矢淵虎之助
- 君ひとすじに（完結編）（1956年、新東宝） - 内村雄介
- へそくり社員とワンマン社長 へそくり社員敢闘す（1956年、東宝） - 小野田秀雄
- へそくり社員とワンマン社長 ワンマン社長純情す（1956年、東宝） - 小野田秀雄
- 軍神山本元帥と連合艦隊（1956年、新東宝） - 小島通信参謀
- 関八州大利根の対決（1957年、新東宝） - 勢力富五郎
- 風雲急なり大阪城 真田十勇士総進軍（1957年、新東宝） - 三好清海入道
- 明治天皇と日露大戦争（1957年、新東宝） - 砲兵大砲
- 剣聖　暁の三十六番斬り（1957年、新東宝） - 鷲津七兵衛
- 「青春万歳」より源平恋合戦（1957年、新東宝） - 出川先生（清盛）
- 暁の非常線（1957年、新東宝） - 原口警部
- オンボロ人生（1958年、松竹） - ジャイアント
- 関八州喧嘩陣（1958年、新東宝） - 乾分岩松
- 毒婦高橋お伝（1958年、新東宝） - 倉田格之助
- 天皇・皇后と日清戦争（1958年、新東宝） - 島村少佐
- 新日本珍道中（西日本の巻）（1958年、新東宝）
- 蜘蛛男（1958年、大映） - 野崎三郎
- 大東亜戦争と国際裁判（1959年、新東宝） - 伊藤中将
- 裸女と殺人迷路（1959年、新東宝） - 田宮刑事
- 剣姫千人城（1959年、新東宝） - 金剛弾正
- 貞操の嵐（1959年、新東宝） - 宗方一郎
- 影法師捕物帖（1959年、新東宝） - 稲妻権次
- 日本ロマンス旅行（1959年、新東宝） - 平清盛
- 東海道 弥次喜多珍道中（1959年、新東宝） - 西郷吉之助
- 雷電（1959年、新東宝） - 江戸嵐
- 弥次喜多珍道中 中仙道の巻（1960年、新東宝） - 西郷隆盛
- 風雲新撰組（1961年、新東宝） - 西郷吉之助

など

### テレビドラマ
- ここに人あり（1957年、NHK）
  - 第5回「捕虜収容所」 - 山本
  - 第70回「中本家の訪客」 - 倉ちゃん
- 亡者の谷（1957年、NHK） - 才次
- 悦ちゃん（1958年、NTV）
- ダイヤル110番（1958年-1964年、NTV）
  - 第34回「手製拳銃口径三十六」
  - 第37回「おとり」
  - 第46回「大阪連続放火事件」
  - 第73回「指」
  - 第78回「消えた男」
  - 第83回「迷った足取り」
  - 第89回「名刺」
  - 第95回「白いハイヒール」
  - 第99回「蛇」
  - 第103回「職務質問」
  - 第120回「口径32」
  - 第123回「羽田から来た男」
  - 第126回「危険な贈り物」
  - 第130回「お近いうちに」
  - 第134回「ぼくとおかあさん」
  - 第139回「黒い円周」
  - 第152回「白い水脈」
  - 第156回「けしの花」
  - 第159回「追われるもの」
  - 第174回「姿なき怪盗」
  - 第183回「甘い粧い」
  - 第193回「仮面」
  - 第201回「小指」
  - 第209回「張り込み」
  - 第213回「真昼の追跡」
  - 第222回「三人の目撃者」
  - 第234回「ガサ入れ」 - 大村主任
  - 第238回「赤い影の男」
  - 第240回「自首」
  - 第253回「傷痕」
  - 第258回「ある夏の海に」
  - 第279回「捜査二課16号室」
  - 第282回「囮」
  - 第319回「殺人者」
  - 第340回「車に御用心」
  - 第362回「灰色の部屋」
- 喧嘩太郎（1958年、KR）
- 吾輩は猫である（1958年、NTV）
- 岩窟王より ばらの伯爵（1958年、KR） - 西郷吉之助
- 氷柱（1958年、NTV）
- 狼（1958年、NHK） - 陳夜叉
- 新大岡政談 第20回「男の嫉妬」（1958年、KR）
- 幸福さん（1959年、NTV）
- 世直し箱（1959年、NHK） - 浪人荒牧彌源太
- ドキュメンタリードラマ 裁判「現行犯」（1959年1月28日、KR）
- 味の素・家庭劇場 東京の紳士たち（1959年、NTV）
- ヤシカ・ゴールデン劇場 白いろまねすく（1959年、NTV）
- スリラー劇場 夜のプリズム 第8回「あるモデルの死」（1959年、NTV）
- 明日また（1959年、KR）
- 剣（1959年、KR）
- ちゃんこ横綱（1959年、CX）
- 窓のうちそと（1959年、NTV）
- 特ダネをにがすな！第124回（1959年、KR）
- 誘惑（1959年、NTV）
- 菊池寛シリーズ 第1回「時の氏神」（1959年、NTV）
- 東宝ミュージカルス 第21回「とかくこの世は」（1959年、CX）
- 日産劇場 恋愛作法（1959年、NTV） 
  - 第6講「恋文」
  - 第13講「続恋文」
- 東芝日曜劇場 第141回「白い闇」（1959年、KR） - 小関精一
- ありちゃんの「パパ先生」（1959年、CX）
- 若獅子大名（1959年、CX）
- ゴールドステージ（1959年、NTV）
  - 「花のサラリーマン」
  - 「サラリーマン重役」
- 不道徳教育講座 第1回「知らない男とでも酒場へ行くべし」（1959年、CX）
- 続・刑事物語（1959年、NTV）
- 日産劇場 現代幸福読本（1959年、NTV）
  - 第4回「現代の英雄について」
  - 第8回「結婚のスリル」
- のり平ジョークボックス 第13回「やもめと天使」（1959年、CX）
- 慎太郎ミステリー 暗闇の声 第5回「黒い訪問者」（1959年、KR）
- 東芝土曜劇場 第38回「だけどお酒はやめられない」（1959年、CX）
- 花嫁の心得（1959年、NTV）
- ママちょっと来て（1959年、NTV）
- 越路吹雪ショー 私が一番おめでたい（1960年、CX）
- 人生劇場（1960年、NET）
- NECサンデー劇場 横綱以上（1960年、NET）
- 日立劇場 第17回「帰らぬひと」（1960年、KR）
- これが真実だ 第12回「幕末シリーズ3 江戸城明渡し」（1960年、CX）
- 独身社員寮解散（1960年、NTV）
- ドキュメンタリードラマ 指名手配 第20回～第21回「燃える導火線 前編・後編」（1960年 、NET）
- 日産劇場 白鷺（1960年、NTV）
- クライマックス 人生はドラマだ 最終回（第23回）国定忠治（1960年、NTV）
- ナショナルゴールデン劇場 （1960年、NTV）
  - 才女とカンガルー
  - 雪山讃歌  1961
- NECサンデー劇場 焔の像（1960年、NET）
- クラボウ・ミステリー 影「電話と包帯」（1960年、NET）
- 水戸黄門漫遊記（1960年、NTV）
- 直木賞シリーズ 第27回「強情いちご」（1960年、CX）

お父さんの季節「ごっつあんです」（1960年6月27日、NHK）
- 慎太郎ミステリー 暗闇の声「雨」（1960年、KR）
- 池部良シリーズ 若き丘の上（1960年、NTV）
- 東レ サンデーステージ （1960年、NTV）
  - 第7回「最後の大本営発表 手記・無条件降伏一日前より」
  - 第37回「莫邪の一日」 - 人見莫邪
  - 第55回「たそがれ酒場」
- 母の素顔（1960年、NTV）
- 信託劇場 ぼくは赤ちゃん（1960年、NTV,YTV）
- パノラマ劇場 第28回「ミュージカル「太平洋の鮒」」（1960年、NHK）
- 決定的瞬間（1961年、NTV）
  - 第3回「ボーイ・フレンド」
  - 第5回「頭文字はK・H」
- ドキュメンタリードラマ 指名手配 第67回～第69回「忘恩の徒 前編・中編・後編」（1961年、NET）
- 人生うらおもて 第29回「くされ縁」（1961年、NTV）
- 明朗ホームドラマ インスタント部長（1961年、NET）
- 東芝日曜劇場 （TBS）
  - 第222回「赤ちゃん誕生」（1961年）
  - 第552回「あたしとあなたのシリーズ 第8回」（1967年）
  - 第648回「寄ってらっしゃい買ってらっしゃい」（1969年）
- いずみ劇場 レジャー・ワイフ（1961年、NET）
- 人生の四季 第4回「榾火」（1961年、NTV）
- 連続テレビ映画 恐怖のミイラ（1961年、NTV） - 雄作の先輩の法医学者
- テレビ劇場 大蛇丸と樽明（1961年、NTV）
- プリンススリラー劇場 甘い罠 前編・後編（1961年、CX） - 秘書課長・古橋 明
- シャープ火曜劇場 第4回「誰よりも君を愛す」（1961年、CX）
- 阿部一族（1961年、NTV）
- 三菱劇場 半七捕物帳 第9回（1961年、NTV）
- 金曜座 一等寝台車のあいつ（1962年、NTV）
- 白い橋（1962年、NTV）
- 日は沈まず（1962年1月19日、NHK）
- 姿三四郎（1962年、NHK） - 姿三四郎
- 橋幸夫ショー 若いやつ（1962年、TBS）
- 武田ロマン劇場 第27回「新説山崎街道 前編・後編」（1962年、YTV）
- 判決（1963年-1965年、NET）
  - 第15回「木枯し抜けて」
  - 第57回「幼きものの砦」
  - 第108回「空の壁」
  - 第121回「血に叛くもの」
- ドラマシリーズ 青春の群像 第9回（1963年、NTV）
- 連続ドラマ 月曜日の男（1963年-1964年、TBS） 
  - 第100回「100冊目の招待 前編」
  - 第113回「酒と偶然と拳銃」
  - 第150回「おおきなおおきな遺産」
- 夫の居ぬ間 第41回「可愛い小鳥たち」（1963年、CX）
- 近鉄金曜劇場 （1963年-1964年、TBS）
  - なりひら小僧
  - 佐田啓二追悼番組 太陽をさがせ
- 現代っ子 第14話「朝は素手で掴め」（1963年、NTV）
- 東京・赤坂・六本木（1963年、NET）
- シオノギ日本映画名作ドラマ 暢気眼鏡（1963年、NET）
- おかあさん 第199回「ポンプ君の夏休み」（1963年、TBS）
- 明星杉の子劇場 乞食と若様（1963年、TBS）
- 講談ドラマ （1963年、NHK）
  - 武士（乞食大将から）
  - 武士は食わねど
  - 由井正雪
- 娘の結婚（NTV）
  - 第6回「恋とお見合い」（1963年）
  - 第25回「結婚招待席」（1964年）
- コメディ・フランキーズ（1963年、TBS）
  - 第21回・第22回「新選組粗末記 前後編」
  - 第24回「大石内蔵助参上」
- 大河ドラマ（NHK） 
  - 赤穂浪士（1964年） - 赤埴源蔵
  - 源義経（1966年） - 三上弥六
- 女シリーズ 婚約宣言（1964年、MBS）
- 日産スター劇場（1964年-1967年、NTV）
  - ツキが変わった
  - おとぼけ台風
  - 喪服の女
  - 儲かったわよあなた！
  - おゝわが愚兄
  - 嫁と姑が仲良くするとき
  - 俺は亭主だ！
  - 温泉競馬
  - 何が何して何とやら
- 夫婦百景（1964年、NTV） 
  - 第308回「大変、大変、夫婦」
  - 第333回「あべこべ夫婦」
  - 第344回「外面」
- 風雪 第7回「開花新商法」（1964年、NHK） - 野崎源伍
- NHK劇場（NHK）
  - 人 彼を知らず（1964年） - 谷山伍介
  - 部屋（1967年） - 里見課長
  - 気うつな旅行（1968年） - タニミノル
  - 三年目の春（1969年） - 教授
- 捜査検事 第2回（1964年、TBS）
- うそ八万騎（1964年、NTV）
- おれの番だ！ 第3回「元禄あだうち男」（1964年、TBS）
- 空手風雲児（1964年、NTV）
- 新春ワイド劇場 群舞（1965年、12CH）
- せんせい（1965年、CX）
- 新選組血風録（1965年 - 1966年、NET） - 近藤勇
- 続 柔（1965年-1966年、NTV）
- 素浪人 月影兵庫 第1シリーズ 第10話「狂った刃におびえていた」（1965年、NET） - 兼松次左エ門
- われら九人の戦鬼（1966年、NET） - 七位の大乗
- テレビ指定席 五稜の星（1966年、NHK） - 黒田了介
- にっぽん道中記 第16回（1966年、KTV）
- ウルトラマン 第17話「無限へのパスポート」（1966年、TBS） - 川口博士
- 特別機動捜査隊（NET）
  - 第250回「時限爆弾」（1966年）
  - 第324話「刑事のブルース」（1968年） - 金融業者・橋爪善一
  - 第354話「昿野を馳ける女」（1968年） - 舟橋部長刑事
  - 第415話「女の王冠」（1969年） - 田村
  - 第499話「白い殺人者」（1971年） - 佐山
- 連続テレビ映画 鉄道公安36号 第170回「出世の盲点」
- サスペンス・シリーズ　七人の刑事 第2シリーズ（TBS）
  - 第109回（通算第248回）「刑事二十七時間」（1966年）
  - 第172回（通算第311回）「さらばラバウル」（1967年）
  - 第187回（通算第326回）「ハロー！ボクサー」（1968年）
  - 第216回（通算第356話）「ハプニング殺人」（1968年）
- ああ！夫婦 第2シリーズ 第14回「知らぬは………」（1966年、TBS）
- 泣いてたまるか 第19話「豚とマラソン」（1966年、TBS）
- 愛妻くん 第27回「黄金の脚」（1967年、TBS）
- がんこばあちゃん（1967年、ABC）
- 燃える（1967年、THK）
- 三匹の侍（CX）
  - 第4シリーズ 第22話「流転逆手斬り」（1967年） - 坂田
  - 第6シリーズ 第8話「犬侍奮戦録」（1968年） - 次席家老
- 仮面の忍者 赤影 第10話「怪忍者黒蝙蝠」（1967年、KTV） - 黒蝙蝠
- 用心棒シリーズ（NET）
  - 俺は用心棒
    - 第10話「祇園小路の刺客」（1967年） - 桂小五郎
    - 第19話「眞葛ヶ原にて待つ」（1967年） - 池田代官所手代・磯崎賢次郎

  - 帰って来た用心棒 第6話「粟田口の迎撃」（1968年、NET） - 浪人・檀万三郎
- ザ・ガードマン 第118回「大泥棒一家」（1967年、TBS）
- あゝ同期の桜 第15回「怒りの翼」（1967年、NET）
- おれの太陽（1967年、NET）
- 風 第9話「走れ! 新十郎」（1967年、TBS） - 坂巻出羽守
- みんな世のため 第10回「今夜はワタシ明日はボク」（1967年、NET）
- 志都という女（1967年、TBS）
- コメットさん 第31話「がんばれちびっこ007」（1968年、TBS） - ガードマン木下
- 堂島（1968年、KTV）
- 色はにおえど 第7回「悪女になりたい」（1968年、TBS）
- 意地惡ばあさん（YTV / C.A.L）  
  - 第54話「ウルトラねえちゃん登場の巻」（1968年）
  - 第87話「セガレ元気になァれ!の巻」（1969年）
- 夜の主役（1968年、NTV）
- 旅がらすくれないお仙（1969年、NET）
- ライオンこども劇場 ジャンケンケンちゃん （1969年、TBS・国際放映） - 床屋のおじさん
- 明朗時代劇 なんでも引きうけ候（1969年、MBS）
- 天を斬る 第5話「祝いの夜」（1969年、NET） - 留守居役・工藤助左衛門
- 日本任侠伝 第2シリーズ 第1話「灰神楽三太郎」（1969年、NET）
- 素浪人 花山大吉（NET）
  - 第24話「貴様と俺とは逆だった」（1969年） - 講釈師・栗山孫三郎
  - 第46話「赤ちゃんお手柄立てていた」（1969年） - 馬場作太郎
- 花のお江戸のすごい奴 第10話「夕立の女」（1969年、CX / 東映 / 新国劇） - 星野勘三郎
- 燃えよ剣（1970年、NET） - 近藤勇
- 銭形平次 第209回「女が消えた」（1970年、CX） - 桜井宗十郎
- 逃亡者　－この街のどこかで（1970年、NTV）
- お荷物小荷物 第16話「獄門・はりつけ・絞首台」（1971年、ABC）
- 遠山の金さん捕物帳 第32話「お蚕ぐるみの女」（1971年、NET） - 伊沢大四郎
- 大江戸捜査網 第27話「一獲千金 地獄の待伏せ!」（1971年、12ch） - 乾賀十郎
- 人形佐七捕物帳 第15話「血染めの似顔絵」（1971年、NET / 東宝） - 喜船亭三馬
- 清水次郎長（1971-1972年、CX） - 相撲常
- 天皇の世紀 第1話「黒船渡来」（1971年、ABC） - 牧野備前守
- 軍兵衛目安箱 第23話「軍略の時」（1971年、NET / 東映） - 船越一角
- 弥次喜多隠密道中 第4話「風雲箱根山」（1971年、NTV）
- 夕陽カ丘三号館（1971年、TBS）- 藤野
- 火曜日の女シリーズ / 喪服の訪問者（1971年、NTV）
- ミラーマン 第3話「消えた超特急」（1971年、CX） - 前田教授
- 世なおし奉行 第17話「大利根の夜明け」（1972年、NET） - 玉島屋
- 大岡越前 第3部 第29話「キヤマンの謎」（1973年1月1日、TBS / C.A.L） - 小出
- 少年ドラマシリーズ / コロッケ町のぼく（1973年、NHK） ※遺作

など

### 吹き替え
- フォア・ジャストメン（改題:正義の四人）（ダン・ディリー）